# French Connection
French Connection è un termine per descrivere l'insieme di tutti i gangster corso-marsigliesi che hanno preso parte alle esportazioni di eroina da Marsiglia fino al Nordamerica a partire dagli anni quaranta e deve il suo nome ad una famosa indagine della Squadra Narcotici della Polizia di New York portata a termine nel 1962 che sfociò nel sequestro record di 52 kg di eroina, la quale divenne oggetto di un libro di successo dello scrittore Robin Moore e di un film vincitore di cinque Premi Oscar.
Nonostante la credenza popolare, non si trattò di una sola organizzazione ma di una moltitudine di gruppi criminali di origine corsa, per lo più operanti a Marsiglia e a Nizza ma anche in città più piccole come Bordeaux e Le Havre. I protagonisti di questa losca attività furono i gangster corsi Antoine Guérini, Auguste Joseph Ricord, Jean Baptiste Croce, Paul Mondoloni, Marcel Francisci e Joseph Cesari (il "chimico" per la preparazione dell'eroina).

## Storia

### Inizi

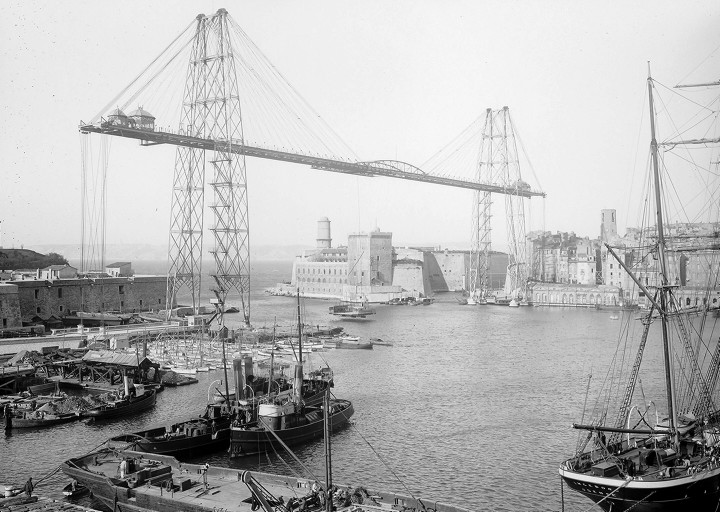
Veduta generale del porto vecchio di Marsiglia, crocevia fondamentale dei traffici illegali di eroina dagli anni '50.

Negli anni cinquanta il governo italiano bandì la fabbricazione legale di eroina, poiché, dalle industrie farmaceutiche del Nord Italia, veniva spesso dirottata sui mercati illegali degli Stati Uniti da alcuni mafiosi italo-americani alle dipendenze del boss Charles "Lucky" Luciano. Per queste ragioni, la Unione Corsa (uno dei nomi utilizzati per indicare la mafia corsa), già attiva nel contrabbando di sigarette estere nel Mediterraneo, organizzò sistematicamente la raffinazione illegale dell'eroina a Marsiglia, che aveva come fonte l'esportatore libanese Sami El Khoury, il quale assicurava l'oppio dalla Turchia e lo faceva trasportare a Beirut per essere trasformato in morfina base, che veniva mandata a Marsiglia per la sua trasformazione finale in eroina attraverso marinai francesi che lavoravano su navi in partenza da Beirut, Aleppo o Istanbul.
Quattro "famiglie" corse controllavano quest'attività: il clan Guerini (guidato dal gangster Antoine Guerini e dai suoi fratelli Barthelemy, Francois e Pascal), il clan Venturi (guidato dai fratelli Dominique e Jean Venturi), il clan dei fratelli Joseph e Ferdinand Orsini ed, infine, quello guidato da Joseph Renucci (il quale, dopo la sua morte nel 1958, fu sostituito da Marcel Francisci e Paul Mondoloni che, a differenza degli altri, spostarono la propria base operativa a Parigi ma anche a Cuba). I clan Guerini e Venturi godevano della protezione di Gaston Defferre, sindaco di Marsiglia dal 1953 al 1986 e per due volte ministro della Repubblica francese. Un importante associato del clan Venturi nel traffico di eroina fu il gangster di origine laziale François Spirito, il quale strinse importanti accordi con la famiglia Lucchese ma fu arrestato a New York nel 1951 e rimpatriato in Francia, dove era ricercato per collaborazionismo. Un altro ex collaborazionista della Gestapo francese latitante in Sud America, Auguste Joseph Ricord, contrabbandava eroina da Marsiglia verso gli Stati Uniti attraverso Argentina e Paraguay a partire dagli anni sessanta insieme a Joseph Orsini (anche lui collaborazionista latitante a New York, dove fu arrestato per traffico di droga insieme a Spirito ed infine rimpatriato nel 1958).

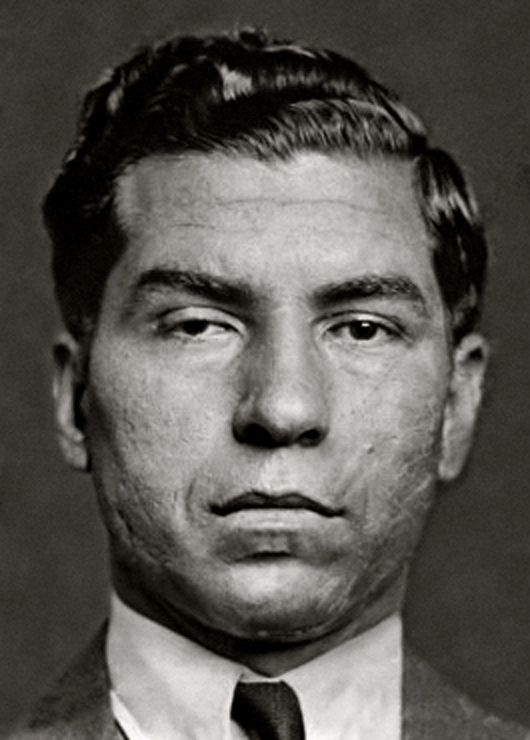
Charles "Lucky" Luciano, considerato l'anello di congiunzione tra i mafiosi siciliani ed italo-americani nel traffico di eroina.

Il prodotto finito veniva venduto in gran parte ai mafiosi siciliani Pietro Davì, Rosario Mancino, Nick Gentile, Frank Coppola, Antonino Sorci e Salvatore Greco, detto «Totò il lungo» o «l'ingegnere», sempre associati a Lucky Luciano; era frequente il caso che essa raggiungeva in un primo tempo i porti di Palermo o Napoli quale base di partenza per l'America, dopo che la rivoluzione castrista a Cuba (1956-57) aveva privato i mafiosi siciliani ed americani di quell'importante centro di smistamento per l'eroina proveniente da Marsiglia; per il resto l'eroina veniva spedita direttamente dai trafficanti corsi in Canada e di là negli Stati Uniti, principalmente a New York o a Montréal, dove la "merce" veniva ritirata da fiduciari dell'organizzazione mafiosa che agivano alle dipendenze di Settimo Accardi ("soldato" della famiglia Genovese), dei fratelli Alberto e Vito Agueci (originari di Salemi) e di Johnny Papalia, "rappresentanti" canadesi della famiglia di Buffalo (guidata da Stefano Magaddino), i quali tennero i contatti da un lato con i mafiosi siciliani di Salemi e Castellammare del Golfo e dall'altro con i trafficanti italo-americani di Toronto, Detroit e New York, dove il consumo di eroina si era particolarmente diffuso in aree vulnerabili, come negli slums afroamericani e portoricani, ed aveva preso piede nei jazz club e nell'ambiente del jazz statunitense in genere; secondo stime delle autorità statunitensi, l'80-90% dell'eroina consumata all'epoca negli Stati Uniti proveniva appunto da Marsiglia.
Nel 1961 la Guardia di Finanza italiana, con la collaborazione del Federal Bureau of Narcotics americano e della polizia canadese, riuscì ad individuare ed arrestare questo nutrito gruppo di trafficanti in Italia, Francia, Stati Uniti e Canada che si erano raccolti intorno ai due fratelli palermitani Salvatore e Ugo Caneba (espulsi dagli USA nel 1954 e residenti a Roma) in collegamento con l'organizzazione statunitense-canadese di Agueci, Papalia ed Accardi, imbarcando a più fasi verso gli Stati Uniti non meno di 285 kg di eroina fornita dai corso-marsigliesi ed, in minima parte, prodotta in proprio in un laboratorio clandestino a Milano. Negli anni successivi, tutti gli arrestati riporteranno severe condanne da parte della giustizia italiana e statunitense.
Nel gennaio 1962, Lucky Luciano, sospettato di essere la mente dietro questa rete internazionale senza che fosse stato mai possibile incriminarlo, morì d'infarto all'aeroporto di Capodichino a Napoli.
Il 7 ottobre 1964 la Divisione Narcotici di Marsiglia arrestò il trafficante corso Joseph Cesari (detto "Monsieur Jo"), già coinvolto tre anni prima nell'indagine sull'organizzazione dei fratelli Caneba e considerato l'unico chimico in grado di raffinare eroina pura al 98%, il quale venne sorpreso con alcuni complici in una villa nei pressi di Aubagne in possesso di 115 kg di morfina base da raffinare e dell'attrezzatura necessaria. Cesari aveva imparato questa "tecnica" dal fratellastro Dominique Albertini, altro importante "chimico" dell'organizzazione che, già alla fine degli anni '30, aveva installato a Marsiglia il primo laboratorio clandestino di eroina.
Nel 1965 la Commissione d'inchiesta statunitense sul crimine organizzato presieduta dal senatore John Little McClellan giunse a queste conclusioni:

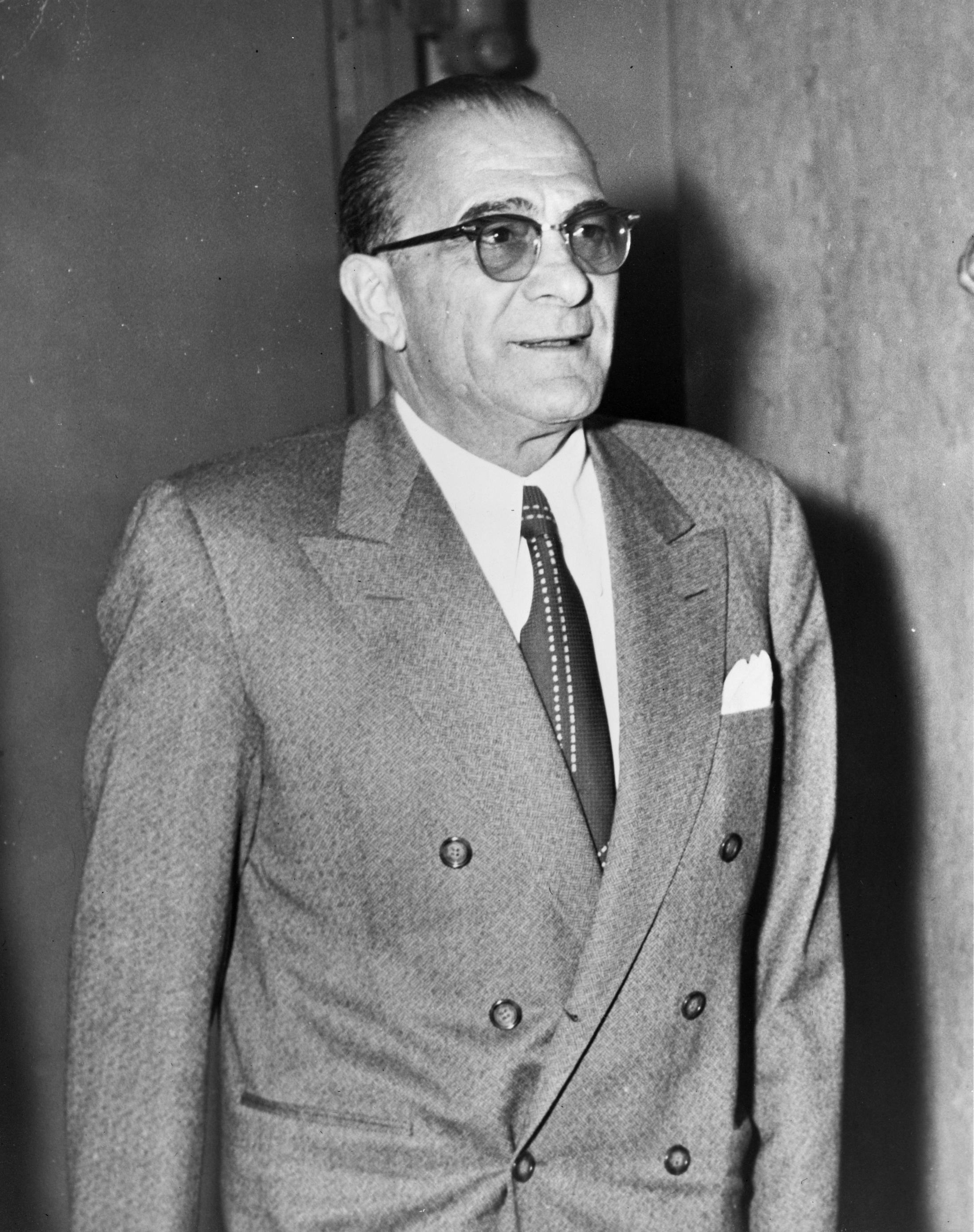
Vito Genovese, uno dei più potenti boss e trafficanti di droga italoamericani.

Secondo le stime della Commissione McClellan, dal 1954 al 1964 almeno 206 membri della Cosa Nostra statunitense furono condannati per traffico di stupefacenti grazie a mirate indagini sviluppate dal Federal Bureau of Narcotics (l'Ufficio Narcotici del Dipartimento del Tesoro degli Stati Uniti, allora diretto da Harry J. Anslinger): in percentuale, furono giudicati colpevoli di tale reato il 40% degli affiliati alla famiglia Lucchese, il 20% di appartenenti alla famiglia Gambino e il 19% della famiglia Genovese. Erano infatti finiti in carcere numerosi capi mafiosi che trafficavano stupefacenti in combutta con bande di spacciatori afroamericani ed ispanici operanti negli Stati Uniti: ad esempio, nel 1959, Vito Genovese (capo dell'omonima famiglia) fu condannato a 15 anni di carcere per essere stato a capo di un gruppo che contrabbandò nelle maggiori metropoli americane ben 160 kg di eroina fornita prevalentemente dai corsi via Cuba; nel 1960, Carmine Galante (sottocapo della famiglia Bonanno) fu arrestato insieme a John Ormento ("caporegime" della famiglia Lucchese) ed altri mafiosi italo-americani perché ritenuti a capo di una banda che importava grandi quantitativi di eroina dal Canada a New York grazie ad un accordo con l'organizzazione di Montréal guidata dai fratelli Giuseppe ("Pepe") e Vincenzo ("Vic") Cotroni, riforniti direttamente dai trafficanti corsi, tra cui spiccava Jean Venturi, residente nella città canadese dove svolgeva la professione di imprenditore, il quale era considerato dal Federal Bureau of Narcotics "il più grosso distributore francese di eroina negli USA" (infatti all'epoca, sempre secondo stime dell'Ufficio Narcotici statunitense, il 60% dell'eroina in entrata negli Stati Uniti passava appunto da Montréal).

### Presunti rapporti con i servizi segreti e con l'omicidio Kennedy
Con la complicità del maggiore Roger Trinquier e del colonnello Maurice Belleux dello SDECE (il servizio segreto francese), durante la Prima guerra d'Indocina (1946-54) alcuni gangster corsi costituirono piccole compagnie di charter nel Laos, soprannominate "Air opium", che trasportavano oppio fino a Saigon, dove veniva mandato a Marsiglia per essere raffinato in eroina.
Secondo diverse fonti, il Service d'Action Civique (SAC), il servizio d'ordine e braccio clandestino del partito gollista fondato nel 1960 da Jacques Foccart, Charles Pasqua e Achille Peretti, arruolò tra le sue file diversi gangster corsi coinvolti nel traffico di eroina (tra cui il famigerato Christian David, detto "Le Beau Serge"), i quali sarebbero stati utilizzati per missioni "sporche", come ad esempio l'infiltrazione tra le file dell'OAS e l'eliminazione dei suoi militanti o di altri personaggi scomodi.
Nel 1971 fu arrestato Andrè Labay, industriale e produttore cinematografico parigino (ma anche agente dello SDECE e della SAC), per aver organizzato spedizioni di almeno 233 kg di eroina dalla Francia a New York, in combutta con l'organizzazione dei gangster corsi Laurent Fiocconi e Jean Claude Kella, legati al clan Orsini: la droga era destinata a Louis Cirillo, un associato della famiglia Lucchese nel Bronx considerato il "fornitore di 1/6 dell'eroina consumata negli USA", anche lui arrestato e condannato a venticinque anni di carcere.
Nel 1972 Roger de Louette, un ex agente dello SDECE, fu condannato a 5 anni di carcere negli Stati Uniti per avervi introdotto eroina dal valore di 12 milioni di dollari ed affermò di aver agito alle dipendenze del colonnello dello SDECE Paul Fournier, che negò ogni accusa. Il governo francese però rifiutò l'estradizione di Fournier negli Stati Uniti.
Nel 1988 lo scrittore e sceneggiatore Stephen J. Rivele raccolse le confessioni dell'ex agente della SAC e trafficante di droga còrso Christian David (implicato nell'omicidio del commissario di polizia Maurice Galibert e nel misterioso rapimento dell'attivista marocchino Mehdi Ben Barka), il quale gli rivelò che nel 1963 la Cosa Nostra americana chiese aiuto per uccidere il Presidente degli Stati Uniti John F. Kennedy al boss della mafia còrsa a Marsiglia, Antoine Guerini, che reclutò i tre killer Lucien Sarti, Sauveur Pironti e Roger Bocognani: da Marsiglia i tre sicari vennero condotti a Città del Messico, dove passarono un mese a preparare l'attentato; un corriere della mafia di Chicago li accompagnò al posto di confine di Brownsville, da dove entrarono in Texas con falsi passaporti italiani; a Dallas la mafia aveva affittato un alloggio per evitare che i tre fossero registrati in albergo e il giorno dell'attentato Pironti e Bocognani si appostarono in due caseggiati sul percorso di Kennedy mentre Sarti sulla collinetta di Grassy Knoll; compiuta la missione, i tre rimasero nascosti per dieci giorni negli Stati Uniti, poi tornarono a Marsiglia via Montréal.

### Il caso "French Connection"

Una scena del film The French Connection (1971), vincitore di cinque Premi Oscar.

Il 21 gennaio 1962, Sonny Grosso e Eddie Egan, due detective della Squadra Narcotici del NYPD, pedinando il mafioso Pasquale "Patsy" Fuca (nipote di Angelo "Little Angie" Tuminaro, affiliato di spicco della famiglia Lucchese), giunsero all'arresto di Jacques Angelvin, presentatore televisivo francese in visita a New York che trasportava 52 kg di eroina celati nella sua Buick fatta venire su un piroscafo dalla Francia, che era probabilmente il corriere per un traffico di eroina in partenza da Marsiglia diretto da due astuti trafficanti, il corso François Scaglia e Jean Jehan (detto Kiki l'americano). Questo sequestro di eroina rappresentò un record per l'epoca ed ottenne notorietà presso il grande pubblico grazie al libro-inchiesta dello scrittore Robin Moore intitolato "The French Connection", da cui venne tratto l'omonimo film del 1971 diretto da William Friedkin e vincitore del Premio Oscar come miglior film (uscito in Italia con il titolo "Il braccio violento della legge").
Nel dicembre 1972 si scoprì che circa 300 kg di eroina e cocaina conservati come reperto in un deposito del NYPD a Manhattan erano scomparsi ed erano stati sostituiti con sacchetti di farina e maizena: l'eroina rubata era in gran parte quella che era stata sequestrata da Eddie Egan e Sonny Grosso nel 1962 e risultò che era stata prelevata più volte e non più restituita almeno fino al 1969, utilizzando numeri di distintivo fittizi appartenenti al detective Joseph Nunziata, in servizio presso l'unità speciale della Squadra Narcotici del NYPD chiamata S.I.U. (Special Investigations Unit), che si era suicidato alcuni mesi prima dopo essere stato interrogato dagli agenti federali per aver intascato una tangente da uno spacciatore di droga. La diffusa corruzione all'interno della Squadra Narcotici emerse grazie a Robert Leuci, altro detective della S.I.U. e collega di Nunziata, il quale decise di collaborare come agente sotto copertura per conto della Commissione d'inchiesta Knapp che indagava sulla corruzione all'interno del NYPD (la quale aveva preso il via dalla preziosa testimonianza del detective Frank Serpico): grazie al contributo di Leuci, la S.I.U. fu sciolta e 52 dei 70 poliziotti che vi avevano prestato servizio furono incriminati per corruzione.
Per i furti di eroina della "French Connection" vennero indagati tre ex agenti della S.I.U. ma non si riuscì a collegarli ai furti e furono condannati soltanto per evasione fiscale per via dei loro redditi inspiegabili. Anche Robert Leuci fu accusato da un ex spacciatore di droga (che era stato un suo informatore) di essere coinvolto nei furti di eroina al deposito del NYPD ma l'ex detective della S.I.U. negò sempre tali accuse, che furono definite come prive di fondamento dagli inquirenti che avevano seguito il suo caso.
Il 3 febbraio 1972, Vincent Papa, principale trafficante di eroina del Queens e "fornitore" della famiglia Lucchese, venne arrestato nel Bronx insieme al suo sodale Joseph "Joe" DiNapoli, in possesso di una valigia contenente quasi un milione di dollari e furono sospettati di essere dietro ai furti al caveau del NYPD insieme alla loro banda, che "curava" lo smercio della droga trafugata. Grazie ad alcuni informatori dell'FBI, finì in carcere anche Carmine "Jimmy Gribbs" Tramunti, boss della Famiglia Lucchese e considerato il maggiore acquirente di eroina dalla banda Papa-DiNapoli.

### La cooperazione franco-statunitense

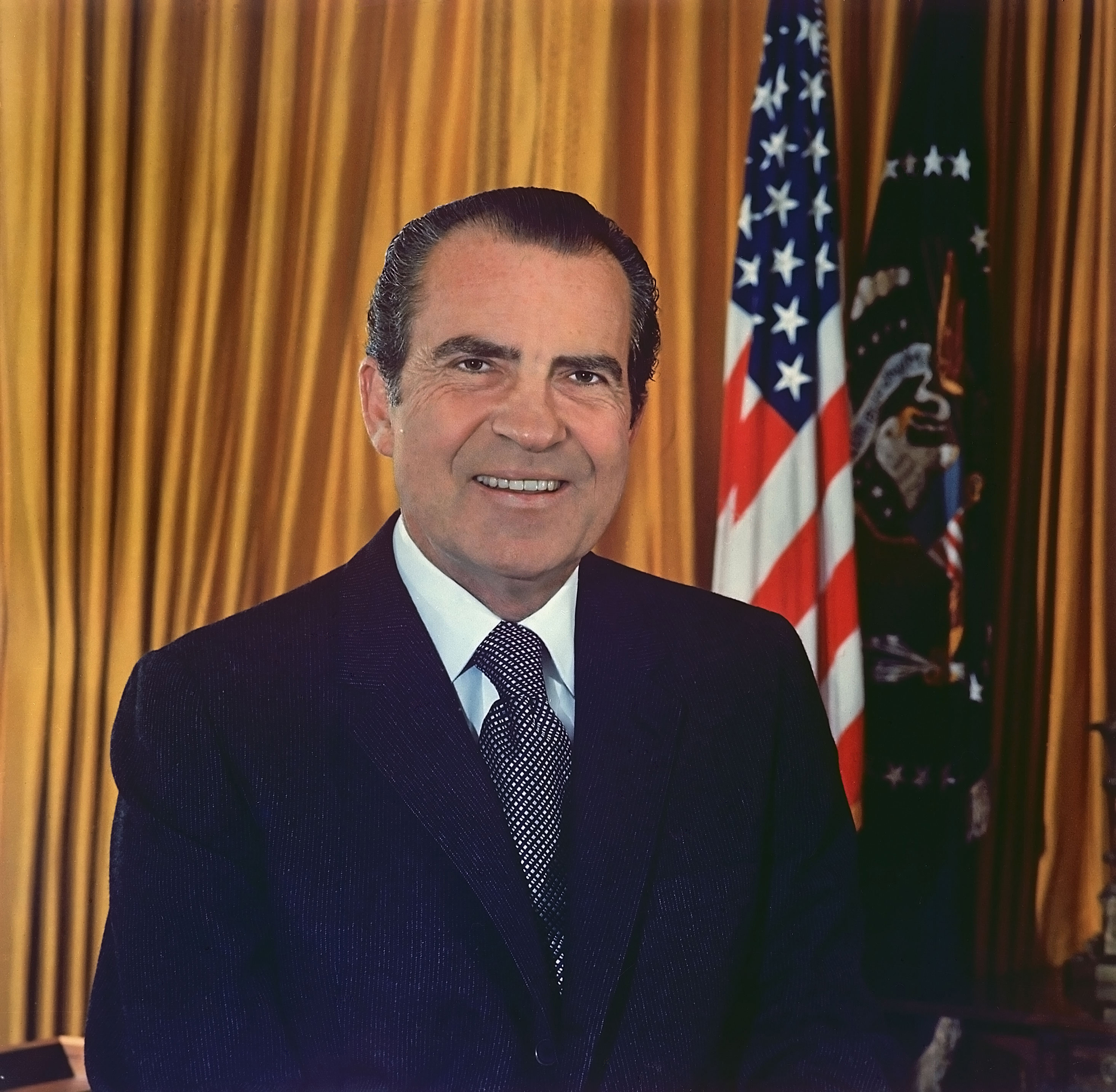
Il Presidente statunitense Richard Nixon, fautore della "guerra alla droga" e della collaborazione franco-americana nella lotta al narcotraffico.

Durante la visita ufficiale del Presidente francese Georges Pompidou negli Stati Uniti nel 1970, il Presidente statunitense Richard Nixon gettò le basi per una cooperazione franco-americana nella lotta al traffico di droga, la quale fu ufficializzata il 26 febbraio 1971 con la stipula di accordo tra il procuratore generale John N. Mitchell e il ministro dell'Interno francese Raymond Marcellin.
Nel maggio del 1971 due parlamentari americani, Robert H. Steele e Morgan F. Murphy, presentarono al Congresso degli Stati Uniti un rapporto sul traffico di droga in cui si affermava che "quattro famiglie sono il cuore della produzione illegale di eroina a Marsiglia" con riferimento esplicito ai clan Guerini, Venturi, Orsini e Francisci, lasciando anche intendere che non c'erano mai stati seri sforzi da parte delle autorità francesi per fermarli. Nell'agosto dello stesso anno, tali accuse furono ribadite pubblicamente da John T. Cusack, rappresentante del Bureau of Narcotics and Dangerous Drugs (BNDD) a Parigi, e provocarono una dura replica da parte di alcuni funzionari francesi, i quali affermarono che la droga era un problema essenzialmente americano e non riguardava la Francia.

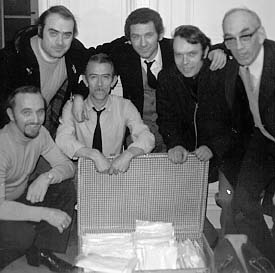
Il sequestro di 20 kg di eroina a Parigi nel 1973. Il primo a sinistra, l'agente speciale Pierre A. Charette, seguito dall'agente del BNDD Kevin Finnerty, e, ultimo a destra, il commissario François Le Mouël, dirigente dell'OCRTIS dal 1971 al 1981.

Il 17 giugno successivo, durante una conferenza stampa, Nixon dichiarò ufficialmente "guerra alla droga", identificando l'abuso di stupefacenti come "nemico pubblico numero uno", e in Francia il ministro dell'Interno Marcellin fece analoghe dichiarazioni, promuovendo un aumento delle pene detentive per traffico di droga fino a vent'anni di carcere; nominò inoltre il commissario François Le Mouël responsabile dell'Ufficio centrale per la repressione del traffico illecito di droghe (OCRTIS) e un altro valente investigatore, Marcel Morin, come dirigente della Squadra Narcotici di Marsiglia (il cui personale fu aumentato a 77 unità), con l'incarico specifico di scovare i laboratori clandestini per la produzione di eroina. Infatti, nel febbraio 1972, sei laboratori illegali di eroina furono scoperti e sequestrati dalla polizia francese nei pressi di Marsiglia e fu nuovamente arrestato il "chimico" Joseph Cesari (il quale si impiccò in carcere il mese successivo); a fine febbraio, le autorità francesi trovarono nel porto di Marsiglia un peschereccio, il Caprice de Temps, diretto a Guadalupe, che stava trasportando 415 kg di eroina, sequestro record per l'epoca; il 19 gennaio 1973 furono arrestati i famigerati boss corsi Jean Baptiste Croce e Joseph Mari per il contrabbando di circa 260 kg di eroina introdotti negli Stati Uniti via Canada e furono descritti dalla polizia francese come "i più importanti trafficanti mai arrestati in Francia".

### La "Latin-american Connection"
Nel 1972 fu scoperto un colossale traffico di eroina che, partendo da Marsiglia e passando per Brasile e Paraguay, giungeva negli Stati Uniti, organizzato dal boss mafioso siciliano Tommaso Buscetta e dal gangster corso Auguste Joseph Ricord insieme ai suoi tirapiedi Lucien Sarti e Christian David (ricercato in Francia per l'omicidio del commissario Maurice Galibert): Ricord venne arrestato dagli agenti del BNDD ad Asunción, in Paraguay, e poi estradato negli Stati Uniti, dove venne condannato a 22 anni di carcere e la stessa sorte toccò a Christian David; in quello stesso anno, il 27 aprile, Lucien Sarti (che aveva sostituito Ricord come capo della banda) rimase ucciso in un conflitto a fuoco a Città del Messico in circostanze mai chiarite; Buscetta venne arrestato dalla polizia brasiliana, torturato e consegnato alle autorità italiane, che lo condannarono ad otto anni di carcere per traffico di stupefacenti.

### Tentativi di ripresa
Nonostante il giro di vite operato dalle autorità francesi nei primi anni '70, elementi superstiti della mafia corsa continuarono ad inviare eroina negli Stati Uniti grazie ad una collaborazione con gruppi mafiosi di Palermo e Milano, i quali li aiutarono ad installare nuovi laboratori clandestini lontano da Marsiglia, ad esempio in Liguria, in Lombardia o in Sicilia. Nel 1979 furono addirittura scoperti due nuovi laboratori nei dintorni di Marsiglia e sequestrati circa 40 kg di eroina. Nello stesso anno fu scoperto un laboratorio per la produzione di eroina a Sanremo (Liguria) messo in piedi dal chimico corso Antoine Restori e da un complice sotto la copertura di un deposito di acque minerali mentre l'anno successivo furono trovati altri due laboratori di grandi dimensioni a Cereseto (Piemonte) e a Milano, che facevano capo all'organizzazione di Jean Jehan, già sfuggito all'arresto nel 1962 durante la famosa indagine della French Connection; sempre nel 1980 fu individuata una nuova raffineria nei pressi di Trabia (Sicilia), in cui furono arrestati in flagranza di reato il chimico marsigliese Andrè Bousquet e il boss mafioso siciliano Gerlando Alberti. Fu così che, all'inizio degli anni '80, grazie alla scoperta di queste raffinerie clandestine e con l'arresto dei nuovi boss emergenti (come Gaëtan "Tany" Zampa, capo di uno dei più agguerriti clan corsi della Costa Azzurra e sospettato del clamoroso omicidio del giudice Pierre Michel, ucciso a Marsiglia nel 1981 poiché stava indagando sulla nuova "alleanza" tra mafiosi corsi e siciliani), questo nuovo filone di narcotraffico fu subito interrotto.

## Gangster coinvolti nella French Connection

### Unione Corsa
- Paul Carbone
- Marcel Francisci
- Antoine Guérini
- Barthélemy Guérini
- Paul Mondoloni
- Joseph Orsini
- François Spirito
- Joseph Renucci
- Dominique Venturi
- Jean Venturi
- Laurent Fiocconi
- Jean Claude Kella
- Gaëtan Zampa

### Criminali canadesi
- Johnny Papalia, Hamilton, Ontario
- Vic Cotroni, capo della famiglia Cotroni di Montreal e capo della fazione di Montreal della famiglia Bonanno

### Mafiosi italo-americani
- Vito Agueci
- Albert Agueci
- Settimo Accardi
- Carmine Galante
- Joseph Bonanno, capo della famiglia Bonanno
- Vito Genovese, capo della famiglia Genovese
- Joseph "Hoboken Joe" Stassi[85][86]

#### Famiglia Lucchese
- Giovanni "Big John" Ormento[87]
- Salvatore "Sally Shields" Shillitani[9]
- Eugene "Gene" Giannini[9]
- Salvatore Lo Proto[88]
- Angelo M. Loiacano[89]
- Angelo "Little Angie" Tuminaro[87][90]
- Pasquale "Patsy" Fuca[87]
- Anthony DiPasqua[87]
- Vincent Papa
- Joseph "Joe" DiNapoli
- Louis "Louie" Cirillo
- Anthony Loria

## Filmografia
- Il braccio violento della legge (The French Connection), regia di William Friedkin (1971)
- Contratto marsigliese (The Marseille Contract), regia di Robert Parrish (1974)
- Il braccio violento della legge Nº 2 (French Connection II), regia di John Frankenheimer (1975)
- Il principe della città (Prince of the City), regia di Sidney Lumet (1981)
- American Gangster, regia di Ridley Scott (2007)
- French Connection (La French), regia di Cédric Jimenez (2014)
- Godfather of Harlem, serie TV ideata da Chris Brancato, Paul Eckstein e Moise Verneaux (2019-in corso)